# 西班牙首相
西班牙政府主席  
，又譯為西班牙首相、西班牙總理，是西班牙王國的政府首脑。產生方式為眾議院指名人選後，再由國王任命、並在國王的見證下宣誓就職。此制度是《1978年西班牙宪法》确立的。現任為工人社會黨籍的佩德羅·桑切斯（第13任），自2018年6月2日就任迄今。

## 近年趨勢
自1983年以來，西班牙便進入實際兩黨制狀態。西班牙首相的位置不斷由左翼工人社會黨(PSOE)及右翼人民黨(PP)競逐，兩黨持續輪番執政。
| 年份      | 政黨 | 首相                            |
| --------- | ---- | ------------------------------- |
| 1983-1996 |      | 费利佩·冈萨雷斯                 |
| 1996-2004 |      | 何塞·玛丽亚·阿斯纳尔            |
| 2004-2012 |      | 何塞·路易斯·罗德里格斯·萨帕特罗 |
| 2012-2018 |      | 马里亚诺·拉霍伊                 |
| 2018 至今 |      | 佩德羅·桑切斯                   |

## 2018首相罷免案
2018年6月1日，西班牙國會以180票贊成，169票反對，1票棄權，通過了對拉霍伊的不信任動議，使他成為西班牙憲政史上首位被國會罷免的首相。

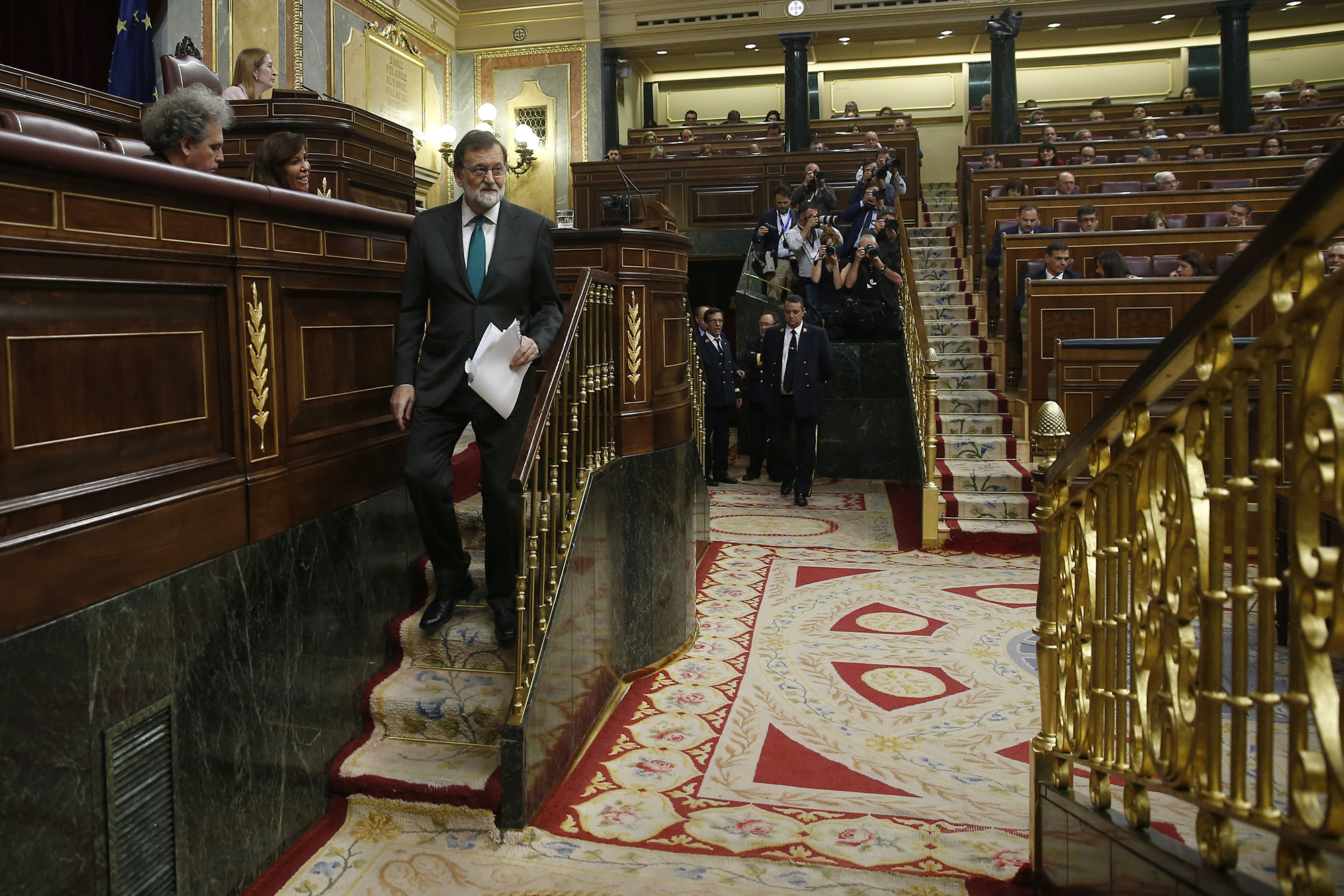
2018年5月31日，前相拉霍伊出席國會不信任動議的辯論。